# Johan Lundborg
Johan Lundborg, född 29 juni 1977 i Göteborg är en svensk filmregissör, manusförfattare och filmfotograf.

## Biografi
Johan Lundborg växte upp i Björnstorps By i Skåne. Han gick på FAMU, Filmakademin i Prag, samt regiutbildningen på Filmhögskolan i Göteborg och avlade examen 2003.
I maj 2005 visades hans dokumentär "Det är svårt att flytta vuxna katter" på SVT.
Han startade sedan ett samarbete med regissören Johan Storm och tillsammans gjorde de 2009 novellfilmen "Rosenhill".
I maj 2010 visades "Roger Nilssons Rörelse" på SVT, som är Lundborgs fristående uppföljare till dokumentärfilmen "Det är svårt att flytta vuxna katter".
Samarbetet med Johan Storm fortsatte med thrillern "Isolerad", som hade svensk biopremiär 29 juni 2012.
Johan Lundborg startade också ett samarbete med regissören Gabriela Pichler, och filmade hennes Guldbaggevinnare "Äta Sova Dö" som hade premiär 5 oktober 2012.
Därefter arbetade båda med online-projektet "Doxwise Nordic", där fyra personer i varje nordiskt land valdes ut för att dokumentera sin vardag under tio veckor.
2015 var Lundborg fotograf i Fabian Svensson och Jens Klevjes kortfilm "Flaket".
Han var fotograf i Johannes Nyholms Guldbagge-belönade film, Jätten, som hade svensk biopremiär oktober 2016.
Samarbetet med Pichler fortsatte som fotograf i filmen "Amatörer", som var öppningsfilm på Göteborgs Filmfestival 26 januari 2018.
2019 hade Nyholms film, "Koko-di Koko-da" premiär, där Lundborg åter var fotograf tillsammans med Tobias Höiem-Flyckt.
3 september 2022 hade Lundborg och Pichlers installation "Mekaniska rörelser trots smärta" premiär på Röda Sten konsthall. År 2024 skrev och filmade han SVT-serien Painkiller tillsammans med Pichler.

## Filmografi i urval
- Det är svårt att flytta vuxna katter (2005)
- Rosenhill (2009)
- Roger Nilssons Rörelse (2010)
- Isolerad (2010)
- Doxwise Norden (2012)